# Aménagement hydroélectrique Durance-Verdon
L’aménagement hydroélectrique Durance-Verdon est décidé en 1955 par une loi qui confie trois missions à EDF : produire de l’électricité, l'alimentation en eau pour les cultures et les villes, la régulation des crues parfois dévastatrices de la Durance et du Verdon.
Cet aménagement dont la réalisation complète prend plus de trente ans est achevé en 1992.

## Historique
L’aménagement de la Durance est envisagé depuis le XVIe siècle au moins[réf. souhaitée], dans plusieurs buts, utiliser son eau pour irriguer les cultures, se protéger des crues dévastatrices et limiter l’érosion. Les projets d’aménagement du Verdon sont moins anciens, mais l’idée est lancée à la fin du XVIIIe siècle, mais surtout pour l’irrigation, la forme de la vallée en gorges limitant les dégâts causés par les crues du Verdon.
Des sociétés de riverains (Associations syndicales autorisées) se constituent au XIXe siècle et se donnent pour but de réduire le lit moyen de 1 000 m de largeur à 400 m par des digues, afin de mettre la zone alluviale en culture, souvent avec des résultats fragiles. De fortes tensions existent à propos des prélèvements en eau (les autorisations sont de 90 m/s, l’étiage étant de 40 m/s à Mirabeau).
La crue exceptionnelle de 1856 provoque la création du premier service de surveillance d’une rivière en France (le Service spécial de la Durance), qui effectue des études d’hydrologie de la rivière. Il propose également la création de barrages sur le cours de la Durance et de ses affluents (à Saint-Clément, Serre-Ponçon, Arambre (au confluent des deux Buech), Saléon et Sisteron). Sur le Verdon, sont envisagés un barrage pour augmenter la capacité du lac d'Allos, à Sainte-Croix et Montpezat (1863), puis deux dans les gorges (à 13 km en aval et au confluent de l’Artuby). Des projets privés voient également le jour, sans se réaliser. Seules des réalisations à buts précis et limités peuvent aboutir. Sur la Durance, on a[réf. souhaitée] :
- l’usine hydroélectrique de Briançon, qui sert à l’éclairage de la ville (180 kW) ;
- l’usine hydroélectrique de L’Argentière, utilisant la force de la Gyronde et de la Durance, construite en 1909 (25 000 kW) ;
- l’usine hydroélectrique de la Biaisse, également construite en 1909, pour l’usine d’acide azotique (4 400 kW) ;
- l’usine hydroélectrique de Ventavon, au sud de Gap, construite en 1907-1909. Elle appartient à la compagnie de l’énergie électrique du littoral méditerranéen, et fournit en électricité la vallée du Rhône et Marseille via trois lignes à 50 000 V (23 000 kW) ;
- l’usine hydroélectrique de la Brillanne, construite en 1904-1907, appartient à la compagnie de l’Énergie électrique du littoral méditerranéen, et complète l’usine précédente (10 500 kW) ;
- l’usine hydroélectrique de Serres, sur le Buech, peu rentable sur ce cours d’eau très irrégulier, construite en 1901 pour l’usine de carbure de calcium (400 kW).

Sur le Verdon, les réalisations sont moins importantes :
- le canal de Pontoise est ouvert en 1870, et prélève son eau à Gréoux et dans le Colostre[4] ;
- le canal du Verdon ou canal d’Aix, achevé en 1873 : après un projet d’irrigation de 26 communes des Basses-Alpes (étude conduite par le département des Basses-Alpes en 1855[4]), le projet qui se réalise à l’initiative des Bouches-du-Rhône est un canal de 80 km entre Quinson et Aix, avec percement de tunnels de quatre et cinq km dans les gorges et barrage de treize mètres à Quinson[5].

La puissance installée sur la Durance en début de siècle atteint ainsi 63 500 kW, alors que les besoins sont estimés à 400 000 kW et augmentent sans cesse. Cette puissance installée passe à 200 000 kW en 1939, pour une production de 900 millions de kWh, avec les usines de Baratier, Claux, Champcella, du Poêt, et sur le Verdon, les usines en série de La Brillanne, le Largue et Sainte-Tulle.
De plus, le reboisement (politique de restauration forestière) limite le ruissellement et la violence des crues, mais ne résout pas le problème : en effet, certaines vallées sont stériles, sans terre permettant la pousse de forêts.
Enfin, plusieurs années de sécheresse entraînent d’importantes pertes de récoltes dans l’agriculture irriguée (1895, 1896, 1899, 1903, 1904, 1906, 1921).[réf. souhaitée]
La première loi est votée le 11 juillet 1907. Elle crée une commission exécutive de la Durance, qui définit les besoins en eau, et a pour mission de réduire les prélèvements, avec des pouvoirs coercitifs.
Elle est suivie :
- de la loi du 25 avril 1923, pour la constitution de réserves dans les vallées de la Durance et du Verdon ;
- de la loi du 13 août 1954 (déclaration d’utilité publique de Serre-Ponçon et du canal vers l’étang de Berre) et de celle du 5 janvier 1955 (loi sur les expropriations et les dispositions concernant l’agriculture)[9] ;
- de la loi du 15 mai 1963 : concession à la Société du canal de Provence de la dérivation des eaux du Verdon ;
- du décret du 22 juillet 1982, qui concède la gestion de la Durance entre Cadarache et le confluent du Rhône au Syndicat mixte d’aménagement de la vallée de la Durance.

### Projets inaboutis
Des projets d’ennoiement des gorges ont aussi vu le jour, sans aboutir : 
- le premier, par un barrage destiné à l’irrigation en 1879 : établi à l’entrée du canyon à Rougon, il devait faire 70 m de haut, mais fut repoussé en raison de son coût trop élevé[10] ;
- l’intérêt pour ce type de barrage renaît après quelques années de sécheresse, en 1895 : la construction d’un barrage est étudiée à Sainte-Croix, et un autre à Castillon[11] ;
- le premier projet à recevoir un début d’exécution est celui de l’usine hydroélectrique au Galetas, à la sortie du canyon, avec une hauteur de chute de 145 m. On prévoyait de l’alimenter par une conduite maçonnée faisant 20 km de long, en partie creusée dans les gorges. La Société de l'Énergie électrique du littoral méditerranéen commença les travaux en 1902[12], soutenue par les communes riveraines[13]. Mais la société se désengagea en 1908 au profit de la société civile des travaux hydrauliques et électriques de la Provence, ce qui stoppa les travaux[14]. Ces tunnels sont actuellement utilisés par le sentier Martel ;
- l’ingénieur des Ponts-et-Chaussées Ivan Wilhelm est également l’auteur de nombreux projets, dont un concernant Serre-Ponçon. Celui-ci se révélant impossible techniquement à construire, il prévoit trois barrages à Castillon, Carejuan (70 m de haut[15]) et Gréoux, dans une étude commandée par le ministère de l’Agriculture et conduite dans les années 1902-1908[16].

L’un des projets récurrents est celui d’augmenter la capacité du lac d'Allos pour alimenter en eau potable les villes de la côte méditerranéenne. Le premier projet date de 1862, mais n’est pas réalisé, le département des Bouches-du-Rhône, qui avait commandé l’étude, le trouvant trop coûteux. Le projet d’aménagement du Verdon de 1895 prévoyait aussi un barrage au lac d'Allos, pour alimenter le département du Var. Deux projets concurrents voient le jour au début du XXe siècle : le premier, en 1904, détruisait le site touristique mais accordait 15 000 francs à la commune et une route d’accès au lac. Ce projet est pris en charge à l’échelle nationale : la commission parlementaire est présidée par Albert Lebrun, et Clemenceau fait un voyage d’information sur place en octobre 1908. Le second, le projet Daloyau, outre les barrages à Allos, Carejuan et Gréoux, le détournement de Fontaine-l'Évêque, une prise d’eau à Saint-André alimentant une usine à Castellane, envisageait un réservoir à Comps sur l’Artuby (alimenté par le Verdon), et un autre à La Martre, également sur l’Artuby. Une autre visite ministérielle a lieu en 1912, mais rien n’aboutit avant la guerre, et aucun nouveau projet ne voit le jour avant les années 1920. Finalement, seuls les barrages de Castillon et Chaudanne sont approuvés par les ministères de l’Agriculture et des Travaux Publics en 1927 ; et en 1931 la société hydroélectrique du Verdon ne peut par contre pas convaincre la mairie d’Allos de l’utilité d’un barrage sur le lac, les habitants ayant pris conscience de la valeur touristique du site.

## L’aménagement décidé en 1955
Trois missions sont données à EDF :
- la production d’électricité ;
- l’alimentation en eau des cultures (irrigation) et des villes ;
- la régulation des crues[21].

Ce programme a entraîné, sur une période de près de 30 ans, la construction de 23 barrages et prises d’eau (des prises d’eau en amont des Claux sur l’Argentière à celle de Mallemort en passant par le barrage de Serre-Ponçon), du canal EDF de la Durance, alimentant 33 centrales hydroélectriques, et de plusieurs stations de commande. L’aménagement est achevé avec les ouvrages du Buëch (1992).
Le ministère de l’Agriculture participe au financement du projet (12,3 %), les réserves d’eau constituées étant utilisées par l’agriculture.
Ce programme est une réussite presque complète :
- l’ensemble Durance-Verdon produit 6 à 7 milliards de kWh par an (10 % de la production hydroélectrique française) ;
- les barrages réservoirs fournissent de l’eau potable à toute la région, et irriguent toute la Provence (un tiers de l’irrigation française) ;
- les lacs sont une attraction touristique (Serre-Ponçon attire 10 % des touristes fréquentant les Hautes-Alpes) ;
- les crues faibles et moyennes sont parfaitement contrôlées. Seules les crues très importantes subsistent, le barrage réservoir de Serre-Ponçon ne jouant aucun rôle sur les affluents majeurs, seul le Verdon étant contrôlé par celui de Sainte-Croix (si des capacités de stockage existent au moment de la crue)[23].

Le canal EDF de la Durance court sur plus de 250 km, du barrage de Serre-Ponçon dans les Hautes-Alpes à l’étang de Berre. Il a été aménagé à la suite de la réalisation du barrage de Serre-Ponçon pour acheminer l’eau nécessaire à la production hydroélectrique, l’irrigation et l’eau potable de la Provence.
Le canal alimente en eau les quinze centrales hydroélectriques citées ci-dessous et leur permet de démarrer et de fonctionner simultanément. Une puissance de 2 000 MW (l’équivalent de 2 réacteurs nucléaires) peut ainsi être mobilisée en moins de 10 minutes.  L’ensemble de l’aménagement produit chaque année environ 6 milliards de kWh, soit 10 % (6TWh/ ~60 TWh) de l’ensemble de la production hydraulique d’Électricité de France.
Le canal permet également d’acheminer l’eau stockée dans les barrages de Serre-Ponçon et du Verdon vers la Basse-Durance. Grâce au canal, l’agriculture en Provence est à l’abri de la sécheresse. Chaque année, le canal transporte plusieurs milliards de mètres-cubes d’eau qui irriguent 150 000 hectares de terres cultivées. Mais en plus, il est la source d'approvisionnement du canal de Marseille et alimente aussi en eau les réseaux et de la Société du canal de Provence.

## Ouvrages

### Canal
L'essentiel du cours de la Durance est dévié dans le canal EDF de la Durance.

### Barrages
| Liste des barrages construits lors de l’aménagement hydroélectrique de la Durance et du Verdon |                          |                         |                        |                                  |       |
| Nom et cours d’eau                                                                             | Année de mise en service | Volume (millions de m³) | Hauteur du barrage (m) | Crue maximale (en m³/s et année) | Photo |
| Barrage de Maison du Roy Guil                                                                  |                          |                         |                        |                                  |       |
| Barrage de Saint Sauveur (commune du Bersac) Buëch                                             | 1992                     | 1                       |                        |                                  |       |
| Barrage d’Eygliers Durance                                                                     |                          |                         |                        |                                  |       |
| Barrage-centrale de Serre-Ponçon Durance                                                       | 1960                     | 1270                    | 129                    | 1800 (1856)                      |       |
| Barrage d'Espinasses (commune d'Espinasses) Durance                                            | 1966                     | 6                       | 19                     |                                  |       |
| Barrage de la Saulce-Curbans (commune de Curbans) Durance                                      | 1975                     | 1,8                     | 17                     |                                  |       |
| Barrage de Saint-Lazare (commune de Sisteron) Durance                                          | 1976                     | 6,2                     | 28                     | 3100 (1843)                      |       |
| Pont-Barrage de l’Escale, qui sert de prise d’eau à la centrale d’Oraison (1964) Durance       | 1964                     | 2,5                     | 29                     |                                  |       |
| Barrage de Beaumont Durance                                                                    |                          |                         |                        |                                  |       |
| Barrage du Riou (commune de Lazer) Buëch                                                       | 1991                     | 0,84                    | 22                     |                                  |       |
| Barrage de Jouques (commune de Cadarache) Durance                                              | 1959                     |                         |                        |                                  |       |
| Barrage et centrale de Mallemort Durance                                                       | 1972                     |                         |                        |                                  |       |
| Barrage de Bonpas.                                                                             |                          |                         |                        |                                  |       |
| Barrage de Castillon (commune de Castellane) Verdon                                            | 1949                     | 149                     | 101                    | 525 (1856)                       |       |
| Barrage de Chaudanne (commune de Castellane) Verdon                                            | 1953                     | 16                      | 71                     |                                  |       |
| Barrage de Sainte-Croix Verdon                                                                 | 1975                     | 767                     | 95                     | 1400 (1843)                      |       |
| Barrage de Quinson Verdon                                                                      | 1974                     | 19,5                    | 54                     |                                  |       |
| Barrage de Gréoux ou de Vinon                                                                  | 1967                     | 80                      | 64                     |                                  |       |

### Centrales hydroélectriques
| Liste des centrales hydroélectriques du bassin de la Durance   |                            |                           |                      |                                             |                  |
| Lieu et cours d’eau                                            | Année de mise en service   | Puissance (millions de W) | Hauteur de chute (m) | Productibilité moyenne (en millions de kWh) | Vue de l'ouvrage |
| L’Argentière Durance                                           | 1909, reconstruite en 1977 | 37,8                      | 176                  | 200                                         |                  |
| centrale d’Eygliers Guil                                       | 1981                       | 25                        | 130,6                | 63,3                                        |                  |
| centrale de Baratier Durance                                   | 1930                       | 1                         | 76,6                 | 5                                           |                  |
| centrale des Salettes Durance                                  | 1987                       | 1,8                       | 93                   | 7,2                                         |                  |
| centrale de Curbans canal usinier                              | 1966                       | 165                       | 83                   | 465                                         |                  |
| centrale de Lazer canal usinier                                | 1991                       | 16,5                      | 65,3                 | 44,5                                        |                  |
| centrale de Sisteron-Météline Durance                          | 1975                       | 256                       | 114,3                | 803,5                                       |                  |
| centrale de Salignac canal usinier                             | 1976                       | 88                        | 29,5                 | 250                                         |                  |
| centrale de la Brillanne (commune de Villeneuve) canal usinier | 1906, reconstruite en 1953 | 30,8                      | 25,4                 | 112                                         |                  |
| centrale du Largue (commune de Villeneuve) canal usinier       | 1916, reconstruite en 1954 | 12                        | 10,8                 | 43                                          |                  |
| centrale de Manosque canal usinier                             | 1969                       | 55                        | 37                   | 188                                         |                  |
| centrale de Sainte-Tulle (I et II) canal usinier               | 1922-1965                  | 97                        | 37                   | 350                                         |                  |
| centrale de Beaumont canal usinier                             | 1969                       | 44                        | 18,4                 | 160                                         |                  |
| centrale de Jouques canal usinier                              | 1959                       | 78                        | 32,6                 | 365                                         |                  |
| centrale de Saint-Estève-Janson                                | 1963                       | 156                       | 64                   | 720                                         |                  |
| centrale de Mallemort canal usinier                            | 1972                       | 102,6                     | 44,1                 | 450                                         |                  |
| centrale de Salon-de-Provence canal usinier                    | 1965                       | 102                       | 44,5                 | 360                                         |                  |
| centrale de Lamanon canal de Provence                          | 1979                       | 2,6                       | 7,5                  | 7                                           |                  |
| centrale de Saint-Chamas canal de Provence                     | 1965                       | 165                       | 71,5                 | 610                                         |                  |
| centrale de l’Argentière Gyronde                               | 1909, reconstruite en 1977 | 37,8                      | 176                  | 200                                         |                  |
| centrale du Fournel ruisseau du Fournel                        | 1956                       | 6,5                       | 324                  | 24,5                                        |                  |
| centrale de Champcella ruisseau de Biaisse                     | 1909, reconstruite en 1964 | 12                        | 200                  | 38,5                                        |                  |
| centrale de La Condamine Ubaye                                 |                            |                           |                      |                                             |                  |
| centrale sur la Clares-Combes Buëch                            | 1907                       | 0,4                       | 180                  | 1,7                                         |                  |
| centrale de Trente-Pas Bléone                                  | 1933                       | 0,7                       | 55                   | 4                                           |                  |
| Centrale des Claux ruisseau de Saint-Pierre                    | 1932, 1951                 | 13,5                      | 244                  | 39,5                                        |                  |
| Centrale du barrage de Castillon Verdon                        | 1949                       | 68                        | 90                   | 77                                          |                  |
| Centrale du barrage de Chaudanne Verdon                        | 1953                       | 28,65                     | 70                   | 67                                          |                  |
| Centrale du barrage de Sainte-Croix Verdon                     | 1975                       | 158                       | 83                   | 201 (dont 29 par pompage)                   |                  |
| Centrale de Quinson Verdon                                     | 1974                       | 44                        | 46,5                 | 100                                         |                  |
| Centrale de Vinon Verdon                                       | 1967                       | 32,5                      | 83,7                 | 130                                         |                  |

Sur cet ensemble, dix-neuf centrales formant la chaîne Durance-Verdon sont pilotées du centre de Sainte-Tulle, et forment un ensemble d’une puissance de 2 000 MW (environ deux réacteurs nucléaires).
L’agriculture prélève deux milliards de m³ par an, pour l’irrigation de 200 000 hectares dans toute la Provence. Près de trois millions de personnes (dont la moitié en Basse-Provence) consomment une eau potable prélevée dans les nappes alluviales de la Durance.
Enfin, les lacs de toutes tailles créés par cet aménagement servent également à alimenter les hélicoptères bombardiers d’eau et les canadairs luttant contre les incendies de forêt.

## Impact sur les cultures et l'habitat
Outre la construction des 33 centrales électriques, l’aménagement de la Durance, qui concerne 117 communes sur 6 départements (PACA et Gard), permet :
- de gagner 21 400 ha à l’arrosage ;
- d’irriguer 75 000 ha de terres déjà irriguées.

En revanche, il noie 360 bâtiments divers sur les communes de Savines, Rousset, Chorges, Prunières, Le Sauze et Ubaye, et 4 080 ha de terres, dont 1 127 ha de terres arables.

## Limites
Avec le réchauffement climatique et l'augmentation des populations, notamment durant l'été, l'arbitrage entre les utilisations énergétiques, agricoles et touristiques devient complexe au début des années 2020, ce qui met en évidence les limites des infrastructures qui sont en place.   